# Zbigniew Jan Nowak (bibliolog)
Zbigniew Jan Nowak (ur. 23 maja 1927 we Lwowie, zm. 27 sierpnia 2015 w Gdańsku) – bibliolog, bibliotekoznawca, historyk literatury, specjalista w dziedzinie inkunabułów i starych druków, dyrektor Biblioteki Gdańskiej Polskiej Akademii Nauk w latach 1981–1997, przewodniczący Fundacji Biblioteki Gdańskiej.

## Życiorys
Syn Stanisława. Dzieciństwo spędził w Mostach Wielkich pod Lwowem. Po wybuchu II wojny światowej w 1940 r. wraz z matką i młodszym bratem został wywieziony do Kazachstanu, gdzie był zmuszony do pracy fizycznej w sowchozie rolno-hodowlanym. Ojciec, wykładowca w Szkole Policyjnej, został zmobilizowany, wkrótce trafił do obozu jenieckiego dla internowanych.
Rodzina w ramach repatriacji powróciła do Polski w 1946 r. i trafiła w okolice Koszalina, do byłego majątku ziemskiego Łobezy, w którym powstało Państwowe Gospodarstwo Rolne. Ojciec ich tam odnalazł i ściągnął do Krzeszowic k. Krakowa. Tam ukończył szkołę średnią i po zdaniu egzaminu dojrzałości w 1950 r. rozpoczął studia polonistyczne pierwszego stopnia ze specjalizacją bibliotekoznawczą na Wydziale Filologicznym Uniwersytetu Jagiellońskiego, które ukończył w 1953 r. Ze względów politycznych nie został przyjęty na studia magisterskie. Za radą dziekana Wydziału profesora Witolda Taszyckiego przyjął skierowanie do pracy w Bibliotece Miejskiej w Gdańsku. Od 1956 kontynuował studia w zakresie filologii polskiej na Uniwersytecie Mikołaja Kopernika w Toruniu, gdzie w 1958 zdał egzamin magisterski i otrzymał stopień magistra. W 1966 również na UMK na podstawie rozprawy Kontrreformacyjna satyra obyczajowa w Polsce XVII wieku przygotowanej pod kierunkiem prof. Bronisława Nadolskiego otrzymał stopień doktora nauk humanistycznych. W 1954 r. przeniósł się do Gdańska i rozpoczął pracę w Bibliotece Miejskiej, początkowo jako starszy bibliotekarz w Dziale Naukowym, a po przejęciu tego działu przez Polską Akademię Nauk i utworzeniu Biblioteki Gdańskiej PAN w 1955 r. w Dziale Gromadzenia i Uzupełniania Zbiorów BG PAN. W 1961 r. został przeniesiony do Działu Starych Druków, którym kierowała dr Anna Jędrzejowska z lwowskiej szkoły bibliologicznej. Współpraca z cenionymi pracownikami naukowymi jak Heleną Jędrzejowską i Marią Pelczarową pozwoliła na pogłębienie zainteresowania dziejami i kulturą książki na terenie Prus Królewskich od XV do XVII wieku. Stałe podnoszenie kwalifikacji (m.in. zdanie z wynikiem bardzo dobrym egzaminu państwowego uprawniającego do otrzymania stanowiska bibliotekarza dyplomowanego w 1962 r.) przyczyniło się do powierzenia mu, jako starszemu kustoszowi dyplomowanemu, stanowiska kierownika Działu Zbiorów Specjalnych w 1974 r. W tym roku również wybitny bibliolog profesor Karol Głombiowski, który przeniósł się z Wrocławia i objął kierownictwo Zakładu Nauki o Książce na Uniwersytecie Gdańskim, powierzył mu zajęcia dydaktyczne. Prowadził wykłady, ćwiczenia, seminaria magisterskie i doktoranckie. W latach 1977–1999 wypromował 130 magistrów i 2 doktorów. W 1977 Rada Wydziału Humanistycznego UG na podstawie pracy Początki sztuki drukarskiej na Pomorzu w XV wieku nadała mu stopień doktora habilitowanego nauk humanistycznych w zakresie nauki o książce i historii literatury staropolskiej. W styczniu 1979 r. został powołany na stanowisko docenta w PAN. W maju 1981 r. został wicedyrektorem, a 1 października 1981 r. dyrektorem Biblioteki Gdańskiej PAN. W 1990 r. prezydent Rzeczypospolitej Polskiej nadał mu tytuł naukowy profesora nauk humanistycznych. Mimo przejścia na emeryturę 31 grudnia 1997 r. nie tracił kontaktu z Biblioteką i nadal pracował naukowo.
Był mężem Kingi z domu Cieśla (1927–2020), ojciec Ewy i Jerzego, fizyka.
Zmarł w Gdańsku, pochowany 1 września 2015 w kwaterze Sybiraków na cmentarzu Łostowickim (kwatera 109-6-1A).

## Członkostwa w organizacjach i towarzystwach naukowych
- Stowarzyszenie Bibliotekarzy Polskich (członek honorowy)[7],

- Stowarzyszenie Księgarzy Polskich,

- Związek Nauczycielstwa Polskiego,

- Gdańskie Towarzystwo Naukowe (zastępca sekretarza generalnego, przewodniczący Międzywydziałowego Komitetu Wydawniczego, zastępca przewodniczącego Wydziału I)[3],

- Komisja Historyczna Nauki o Literaturze,

- Komisja Badań nad Józefem Wybickim,

- Stronnictwo Demokratyczne,

- Związek Sybiraków,

- Stowarzyszenie „Rodzina Policyjna 1939”[8].

## Wybrane publikacje
Był autorem 480 publikacji w tym monografii z zakresu historii literatury polskiej oraz dziejów książki, nauki i kultury w Gdańsku i Prusach Królewskich:
- Kontrreformacyjna satyra obyczajowa w Polsce w XVII wieku. Gdańsk: Gdańskie Towarzystwo Naukowe 1968,

- Pisma Jana Amosa Komeńskiego w zbiorach Biblioteki Gdańskiej. „Libri Gedanenses” T. 6–7 (1972–1973), wyd. 1973, s. 45–108,

- Początki sztuki drukarskiej na Pomorzu w XV wieku. Gdańsk: Zakład Narodowy im. Ossolińskich 1976,

- Stan i perspektywy badań nad historią książki na Pomorzu Gdańskim. „Studia o Książce” 1988, s. 137–154,

- Jan Dantyszek. Portret renesansowego humanisty. Wrocław: Zakład Narodowy im. Ossolińskich 1982,

- Z dziejów Biblioteki., [w:] Biblioteka Gdańska PAN. Wrocław: Zakład Narodowy im. Ossolińskich 1986, s. 5–50,

- Oświecenie w Gdańsku., [w:] Historia Gdańska. T. 3 cz.1. pod red. Edmunda Cieślaka. Gdańsk: Wydawnictwo Morskie 1993, s. 668–723,

- Wytwarzanie książek w Gdańsku do końca XVIII wieku. „Libri Gedanenses” T. 25 (1998), s. 9–40,

- Konrad Baumgart i początki sztuki drukarskiej w Gdańsku w XV wieku. Gdańsk: Zakład Poligraficzno-Wydawniczy „Druk” 1998,

- Od Augustowa do Mostów Wielkich. Szkice z dziejów kresowego miasteczka 1549–1945. Gdańsk: Czec 2004,

- Po starą księgę sięgam ze wzruszeniem. Szkice z dziejów i kultury książki w Prusach Królewskich od XV do XVIII w. Gdańsk: Wydawnictwo Słowo/obraz Terytoria 2008,

- Moje wyprawy na Wschód 1989–2008. (Z fotografiami Mostów Wielkich sprzed 1939 r.). Pruszcz Gdański: Wydawnictwo Kolor 2011[9].

## Wyróżnienia, nagrody i odznaczenia
- Odznaka „Za Zasługi dla Gdańska” (1971)
- Odznaka honorowa „Zasłużonym Ziemi Gdańskiej” (1972)[3]
- Nagroda im. Aleksandra Krawczyńskiego przyznana przez Zarząd Stowarzyszenia Księgarzy Polskich (1981)
- Krzyż Oficerski Orderu Odrodzenia Polski (1996)
- Nagroda Prezydenta Miasta Gdańska w Dziedzinie Kultury (2000)[10]
- Nagroda Prezydenta Miasta Gdańska w Dziedzinie Kultury za całokształt pracy twórczej oraz z okazji jubileuszu 75. urodzin (2002)[10]
- Krzyż Komandorski Orderu Odrodzenia Polski (2002)
- Medal 50-lecia PAN (2003)
- Medal Księcia Mściwoja II (2007)[11]
- Honorowy Obywatel Mostów Wielkich (2008)[5]